# Samsung Galaxy F (serie)
La serie Samsung Galaxy F (la F probabilmente sta per Flipkart) è una linea di smartphone Android di fascia medio-bassa/media, prodotta da Samsung Electronics. È un'esclusiva di Flipkart.
Il 19 settembre 2020 l'azienda ha annunciato, attraverso un tweet, l'intenzione di rilasciare una nuova serie di smartphone. Il primo modello della serie, il Galaxy F41, è stato introdotto il 16 ottobre 2020.

## Cronologia
L'8 ottobre 2020, quasi un mese dopo l'annuncio, è stato presentato il primo modello della gamma, il Galaxy F41. Le vendite sono iniziate il 16 ottobre seguente.
Il 15 febbraio 2021 è stato presentato il successore della gamma, il Galaxy F62. Le vendite sono iniziate il 22 febbraio successivo.
Il 5 aprile 2021 sono stati presentati i modelli F02s e F12, altro non sono rispettivamente che i Galaxy M02s e M12 rinominati. Le vendite sono iniziate, rispettivamente, il 9 e il 12 aprile seguente.
Il 20 maggio 2021 è stato presentato il Galaxy F52 5G. Le vendite sono iniziate il 1º giugno successivo.
Il 6 luglio 2021 è stato presentato il Galaxy F22, una versione rinominata del Galaxy A22. Le vendite sono iniziate il 13 luglio seguente.
Il 29 settembre 2021 è stato presentato il successore del Galaxy F41, il Galaxy F42 5G, una versione rinominata del Galaxy A22 5G. Le vendite sono iniziate il 3 ottobre successivo.
L'8 marzo 2022 è stato presentato il successore del Galaxy F22, il Galaxy F23 5G, una versione rinominata del Galaxy M23 5G. Le vendite sono iniziate il 16 marzo seguente.
Il 22 giugno 2022 è stato presentato il successore del Galaxy F12, il Galaxy F13, una versione rinominata del Galaxy M13. Le vendite sono iniziate il 29 giugno successivo.
Il 30 maggio 2023 è stato presentato il Galaxy F54 5G, una versione rinominata del Galaxy M54 5G. Le vendite sono iniziate il 6 giugno successivo.
Il 7 agosto 2023 è stato presentato il Galaxy F34 5G, una versione rinominata del Galaxy M34 5G. Le vendite sono iniziate l'11 agosto successivo.

## Smartphone
Il seguente è un elenco cronologico dei modelli di smartphone facenti parte della gamma Samsung Galaxy F. Nella colonna relativa al sistema operativo, è indicata prima la versione originale del sistema operativo, e in seguito, tra parentesi, la versione dell'ultimo aggiornamento ufficiale pubblicato per il modello.
Per specifiche più dettagliate, consultare le pagine relative ai singoli modelli.

### Prima generazione (2020)
| Nome                     | Dimensioni            | Peso  | Chipset             | Display       | Fotocamera                                        | Fotocamera | RAM  | Archiviazione interna | Batteria | Sistema operativo                                         |
| Nome                     | Dimensioni            | Peso  | Chipset             | Display       | Posteriore                                        | Frontale   | RAM  | Archiviazione interna | Batteria | Sistema operativo                                         |
| ------------------------ | --------------------- | ----- | ------------------- | ------------- | ------------------------------------------------- | ---------- | ---- | --------------------- | -------- | --------------------------------------------------------- |
| Galaxy F41 (Galaxy M21s) | 159,2 × 75,1 × 8,9 mm | 191 g | Samsung Exynos 9611 | 6,4" S-AMOLED | 64 MP 8 MP (ultragrandangolare) 5 MP (profondità) | 32 MP      | 6 GB | 64/128 GB             | 6000 mAh | Android 10, One UI Core 2.1 (Android 12, One UI Core 4.1) |

### Seconda generazione (2021)
| Nome                           | Dimensioni            | Peso  | Chipset                             | Display            | Fotocamera                                                      | Fotocamera | RAM    | Archiviazione interna | Batteria | Sistema operativo                                         |
| Nome                           | Dimensioni            | Peso  | Chipset                             | Display            | Posteriore                                                      | Frontale   | RAM    | Archiviazione interna | Batteria | Sistema operativo                                         |
| ------------------------------ | --------------------- | ----- | ----------------------------------- | ------------------ | --------------------------------------------------------------- | ---------- | ------ | --------------------- | -------- | --------------------------------------------------------- |
| Galaxy F02s (Galaxy A02s/M02s) | 164,2 × 75,9 × 9,1 mm | 196 g | Qualcomm Snapdragon 450 (SDM450)    | 6,5" HD+ TFT       | 13 MP 2 MP (macro) 2 MP (profondità)                            | 5 MP       | 3/4 GB | 32/64 GB              | 5000 mAh | Android 10, One UI Core 2.5 (Android 12, One UI Core 4.1) |
| Galaxy F12 (Galaxy M12)        | 164 × 75,9 × 9,7 mm   | 221 g | Samsung Exynos 850                  | 6,5" HD+ TFT       | 48 MP 8 MP (ultragrandangolare) 5 MP (macro) 2 MP (profondità)  | 8 MP       | 4 GB   | 64/128 GB             | 6000 mAh | Android 11, One UI Core 3.1 (Android 13, One UI Core 5.1) |
| Galaxy F22                     | 160 × 74 × 9,4 mm     | 203 g | MediaTek Helio G80                  | 6,4" HD+ S-AMOLED  | 48 MP 8 MP (ultragrandangolare) 2 MP (macro) 2 MP (profondità)  | 13 MP      | 4/6 GB | 64/128 GB             | 6000 mAh | Android 11, One UI Core 3.1 (Android 13, One UI Core 5.1) |
| Galaxy F42 5G                  | 167,2 × 76,4 × 9 mm   | 203 g | MediaTek Dimensity 700 5G           | 6,6" FHD+ TFT      | 64 MP 5 MP (ultragrandangolare) 2 MP (profondità)               | 8 MP       | 6/8 GB | 128 GB                | 5000 mAh | Android 11, One UI Core 3.1 (Android 13, One UI Core 5.1) |
| Galaxy F52 5G                  | 164,6 × 76,3 × 8,7 mm | 199 g | Qualcomm Snapdragon 750 5G (SM7225) | 6,6" FHD+ TFT      | 64 MP 8 MP (ultragrandangolare) 2 MP (macro) 2 MP (profondità)  | 16 MP      | 8 GB   | 128 GB                | 4500 mAh | Android 11, One UI 3.1 (Android 13, One UI 5.1)           |
| Galaxy F62 (Galaxy M62)        | 163,9 × 76,3 × 9,5 mm | 218 g | Samsung Exynos 9825                 | 6,7" FHD+ S-AMOLED | 64 MP 12 MP (ultragrandangolare) 5 MP (macro) 5 MP (profondità) | 32 MP      | 6/8 GB | 128 GB                | 7000 mAh | Android 11, One UI 3.1 (Android 13, One UI 5.1)           |

### Terza generazione (2022)
| Nome                          | Dimensioni            | Peso  | Chipset                              | Display       | Fotocamera                                         | Fotocamera | RAM    | Archiviazione interna | Batteria | Sistema operativo                                         |
| Nome                          | Dimensioni            | Peso  | Chipset                              | Display       | Posteriore                                         | Frontale   | RAM    | Archiviazione interna | Batteria | Sistema operativo                                         |
| ----------------------------- | --------------------- | ----- | ------------------------------------ | ------------- | -------------------------------------------------- | ---------- | ------ | --------------------- | -------- | --------------------------------------------------------- |
| Galaxy F13 (Galaxy M13)       | 165,4 × 76,9 × 9,3 mm | 207 g | Samsung Exynos 850                   | 6,6" FHD+ PLS | 50 MP 5 MP (ultra-grandangolare) 2 MP (profondità) | 8 MP       | 4 GB   | 64 GB                 | 6000 mAh | Android 12, One UI Core 4.1 (Android 13, One UI Core 5.1) |
| Galaxy F23 5G (Galaxy M23 5G) | 165,5 × 77 × 8,4 mm   | 198 g | Qualcomm Snapdragon 750G 5G (SM7225) | 6,6" FHD+ TFT | 50 MP 8 MP (ultragrandangolare) 2 MP (profondità)  | 8 MP       | 4/6 GB | 128 GB                | 5000 mAh | Android 12, One UI 4.1 (Android 13, One UI 5.1)           |

### Quarta generazione (2023-24)
| Nome                                | Dimensioni            | Peso  | Chipset             | Display                 | Fotocamera                                     | Fotocamera | RAM    | Archiviazione interna | Batteria | Sistema operativo                               |
| Nome                                | Dimensioni            | Peso  | Chipset             | Display                 | Posteriore                                     | Frontale   | RAM    | Archiviazione interna | Batteria | Sistema operativo                               |
| ----------------------------------- | --------------------- | ----- | ------------------- | ----------------------- | ---------------------------------------------- | ---------- | ------ | --------------------- | -------- | ----------------------------------------------- |
| Galaxy F04 (Galaxy A04e/Galaxy M04) | 164,2 × 75,9 × 9,1 mm | 188 g | MediaTek Helio P35  | 6,5" HD+ PLS            | 13 MP 2 MP (macro)                             | 5 MP       | 3/4 GB | 32/64 GB              | 5000 mAh | Android 12, One UI 4.1 (Android 13, One UI 5.1) |
| Galaxy F14 5G                       | 166,8 × 77,2 × 9,4 mm | 206 g | Samsung Exynos 1330 | 6,6" FHD+ PLS           | 50 MP 2 MP (macro)                             | 13 MP      | 4/6 GB | 128 GB                | 6000 mAh | Android 13, One UI Core 5.1                     |
| Galaxy F34 5G (Galaxy M34 5G)       | 161,7 × 77,2 × 8,8 mm | 208 g | Samsung Exynos 1280 | 6,5" FHD+ S-AMOLED      | 50 MP 8 MP (grandangolare) 2 MP (macro)        | 13 MP      | 6/8 GB | 128 GB                | 6000 mAh | Android 13, One UI 5.1                          |
| Galaxy F54 5G (Galaxy M54 5G)       | 164,9 × 77,3 × 8,4 mm | 199 g | Samsung Exynos 1380 | 6,7" FHD+ S-AMOLED Plus | 108 MP 8 MP (ultra-grandangolare) 2 MP (macro) | 32 MP      | 8 GB   | 128/256 GB            | 6000 mAh | Android 13, One UI 5.1                          |

### Quinta generazione (2024-25)
| Nome               | Dimensioni            | Peso  | Chipset                               | Display             | Fotocamera                              | Fotocamera | RAM      | Archiviazione interna | Batteria | Sistema operativo           |
| Nome               | Dimensioni            | Peso  | Chipset                               | Display             | Posteriore                              | Frontale   | RAM      | Archiviazione interna | Batteria | Sistema operativo           |
| ------------------ | --------------------- | ----- | ------------------------------------- | ------------------- | --------------------------------------- | ---------- | -------- | --------------------- | -------- | --------------------------- |
| Samsung Galaxy F05 | 168.8 x 78.2 x 8.8 mm | 195 g | MediaTek Helio G85                    | 6,7" HD+ PLS LCD    | 50 MP 2 MP (macro)                      | 8 MP       | 4 GB     | 64 GB                 | 5000 mAh | Android 14, One UI Core 6.0 |
| Galaxy F15         | 160.1 x 76.8 x 9.3 mm | 217 g | MediaTek Dimensity 6100+              | 6,6" FHD+ S-AMOLED  | 50 MP 5 MP (grandangolare) 2 MP (macro) | 13 MP      | 4/6/8 GB | 128 GB                | 6000 mAh | Android 14, One UI 6        |
| Galaxy F55         | 163.9 x 76.5 x 7.8 mm | 180 g | Qualcomm SM7450-AB Snapdragon 7 Gen 1 | 6,7" FHD+ S-AMOLED+ | 50 MP 8 MP (grandangolare) 2 MP (macro) | 50 MP      |          | 128/256 GB            | 5000 mAh | Android 14, One UI 6.1      |